# Левитан, Владимир Самойлович
Владимир Самойлович Левитан (1 мая 1918, село Жеребец,
Екатеринославская губерния (ныне село Таврическое, Ореховский район, Запорожская область) — 2 сентября 2000, Запорожье, Украина) — лётчик-ас, гвардии капитан, Герой Советского Союза.

## Биография
Родился 1 мая 1918 года в селе Жеребец Екатеринославской губернии, ныне село Таврическое Ореховского района Запорожской области. Еврей.
Окончил 7 классов, работал на заводе, занимался в аэроклубе. В 1939 году окончил Качинскую военную авиационную школу.
На фронте Великой Отечественной войны Левитан с августа 1941 года. Воевал в 166-м, затем 170-м иап. В начале войны летал днём на «ЛаГГ-3», ночью на «И-16». В 1941—1942 годах был трижды сбит: первый раз приземлил подбитый самолёт на залив Азовского моря и был спасён рыбаками, второй раз он выбросился с парашютом, когда под Ростовом-на-Дону его самолёт загорелся от попадания зенитного снаряда, и в третий раз сумел после тяжёлого боя приземлить повреждённую машину на фюзеляж на своей территории.
К июню 1944 года, когда командир эскадрильи 88-го гиап гвардии капитан Левитан был представлен к званию Героя Советского Союза, он провёл 291 боевой вылет, 64 воздушных боя, где лично сбил 19 и в группе 4 самолёта противника. Всего за войну в более чем 400 боевых вылетах и 100 воздушных боях сбил лично 19 и в группе 4 самолёта противника. Воевал на И-16, ЛаГГ-3, Ла-5.
Командир эскадрильи 88-го гвардейского истребительного авиационного полка 8-й гвардейской истребительной авиационной дивизии 5-го истребительного авиационного корпуса 2-й воздушной армии гвардии капитан Левитан 26 октября 1944 года указом Президиума Верховного Совета СССР удостоен звания Герой Советского Союза. Медаль «Золотая Звезда» № 4607.
Летал до 1951 года, последний освоенный тип самолёта — «Як-17». В 1952—1957 годах — начальник командного пункта штаба, заместитель начальника штаба по боевому управлению 22-й воздушной армии (Петрозаводск).
Уволен в запас в 1959 году в звании полковника.
Жил и работал в Запорожье на заводе «Коммунар» мастером в экспериментальном цехе. В связи с началом производства автомобилей «Запорожец» он был командирован в Горький и Москву для приобретения опыта работы на автомобильных предприятиях, после чего стал начальником гарантийной станции своего завода. В 1973 году организовал сеть обслуживания автомобилей ВАЗ в Запорожской области. Работал директором спортсооружений завода «Коммунар».  С 1987 года находился на пенсии.
Умер 2 сентября 2000 года. Похоронен в Запорожье на Капустяном кладбище вместе с женой — Валентиной Владимировной (1918—1979).

## Награды
- Указом Президиума Верховного Совета СССР от 26 октября 1944 года за образцовое выполнение боевых заданий командования на фронте борьбы с немецко-фашистскими захватчиками и проявленные при этом мужество и героизм гвардии капитану Левитану Владимиру Самойловичу было присвоено звание Героя Советского Союза с вручением ордена Ленина (№ 20601) и медали «Золотая Звезда» (№ 4607)[4].
- Награждён двумя орденами Красного Знамени, орденами Кутузова 3-й степени, Отечественной войны 1-й степени, Красной Звезды и медалями.